# Skarb (film 2015)
Skarb (rum. Comoara) – rumuński film komediowy z 2015 roku w reżyserii Corneliu Porumboiu. Obraz traktuje o różnicy między tym, jak postrzegamy samych siebie, a jak postrzegają nas inni.

## Fabuła
33-letni Costi wiedzie skromne i spokojne życie z żoną i dzieckiem. Jego ulubioną porą dnia są wieczory, kiedy może czytać bajki swojemu sześcioletniemu synkowi. Ich ulubioną opowieścią jest historia Robin Hooda. Syn często wyobraża sobie ojca jako wielkiego bohatera, który zawsze staje w obronie słabszych. Nieoczekiwana wizyta sąsiada oraz złożona przez niego propozycja odnalezienia ukrytego przed laty skarbu wystawia na próbę relację ojca i syna. 

## Obsada
- Toma Cuzin jako Costi
- Adrian Purcărescu jako Adrian
- Cristina Cuzina Toma jako Raluca
- Nicodim Toma jako Alin
- Corneliu Cozmei jako Cornel
- Florin Kevorkian jako szef Costi
- Laurențiu Lazăr jako Petrescu
- Ciprian Mistreanu jako policjant

## Produkcja
Zdjęcia kręcono w okręgu Teleorman oraz w Bukareszcie.

## Nagrody i nominacje

### Nagrody
- Athens Panorama of European Cinema 2015, FIPRESCI Prize
- Międzynarodowy Festiwal Filmowy w Kairze 2015, Best Screenplay
- 68. MFF w Cannes (2015): Un Certain Regard - Nagroda "Un Certain Talent"
- Międzynarodowy Festiwal Filmowy Transilvania 2015, Best Romanian Film
- International Cinephile Society Awards 2016, ICS Award

### Nominacje
- Międzynarodowy Festiwal Filmowy w Kairze 2015, Golden Pyramid
- Chicago International Film Festival 2015, Gold Hugo
- Hamburg Film Festival 2015, Critics Award
- IndieWire Critics Poll 2015, ICP Award
- Philadelphia Film Festival 2015, Grand Jury Prize
- Festiwal Filmowy w Sarajewie 2015, Heart of Sarajevo
- Vukovar Film Festival 2015, Golden Barge
- Nagroda Gopo, Rumunia 2016